# Cestrum pennellii
Cestrum pennellii är en potatisväxtart som beskrevs av Francey. Cestrum pennellii ingår i släktet Cestrum och familjen potatisväxter. Inga underarter finns listade i Catalogue of Life.